# The World Needs a Hero
The World Needs a Hero — дев'ятий студійний альбом американського хеві-метал гурту Megadeth, випущений 15 травня 2001 року в США, 12 травня в Японії і 14 травня в Європі. Після невдачі попереднього альбому Megadeth, Risk, The World Needs a Hero представляв повернення до більш важкого музичного напрямку. Згодом, альбом досяг 16 позиції в Billboard 200 після випуску.

## Список композицій
Автор слів Дейв Мастейн, автор музики Мастейн, якщо не зазначено інше. 
| #     | Назва                                     | Тривалість |
| ----- | ----------------------------------------- | ---------- |
| 1.    | «Disconnect»                              | 5:20       |
| 2.    | «The World Needs a Hero»                  | 3:52       |
| 3.    | «Moto Psycho»                             | 3:06       |
| 4.    | «1000 Times Goodbye»                      | 6:25       |
| 5.    | «Burning Bridges»                         | 5:20       |
| 6.    | «Promises» (Музика: Мастейн, Ел Пітреллі) | 4:28       |
| 7.    | «Recipe for Hate... Warhorse»             | 5:18       |
| 8.    | «Losing My Senses»                        | 4:40       |
| 9.    | «Dread and the Fugitive Mind»             | 4:25       |
| 10.   | «Silent Scorn» (Інструментальна)          | 1:42       |
| 11.   | «Return to Hangar»                        | 3:59       |
| 12.   | «When»                                    | 9:14       |
| 57:49 |                                           |            |

| Японське видання | Японське видання | Японське видання |
| #                | Назва            | Тривалість       |
| ---------------- | ---------------- | ---------------- |
| 3.               | «Coming Home»    | 2:35             |

- Список композицій японського видання включає бонус-трек «Coming Home», як трек 3; «Moto Psycho» стає треком 4, і всі наступні пісні також ідуть на один трек назад.

## Учасники запису
- Дейв Мастейн — гітара, вокал
- Ел Пітреллі — гітара, бек-вокал
- Девід Еллефсон — бас-гітара
- Джиммі Деграссо — ударні

## Позиції в чартах
| Чарт (2001)           | Найвища позиція |
| --------------------- | --------------- |
| Austrian Albums Chart | 59              |
| Dutch Albums Chart    | 80              |
| Finnish Albums Chart  | 23              |
| French Albums Chart   | 28              |
| German Albums Chart   | 36              |
| Polish Albums Chart   | 17              |
| Swedish Albums Chart  | 38              |
| Swiss Albums Chart    | 94              |
| Billboard 200         | 16              |